# Brigitte Lacombe
Brigitte Lacombe (* 23. Dezember 1950 in Alès) ist eine französische Fotografin. Bekannt wurde sie vor allem durch ihre Porträts bekannter Film- und Theaterschauspieler und als Standfotografin.

## Leben
Brigitte Lacombe wurde 1950 als mittleres von drei Kinder eines Generalsekretärs einer Arbeitergenossenschaft und einer Anästhesistin geboren.
Sie wuchs in Paris auf und brach mit 16 Jahren die Schule ab. Danach erhielt sie auf Vermittlung ihres Vaters einen Praktikumsplatz im Pariser Fotolabor der Zeitschrift Elle, wo sie unter anderem für Jeannette Leroy und Peter Knapp arbeitet. Für das Magazin besuchte sie die Internationalen Filmfestspiele von Cannes 1975. Dort lernte sie den Schauspieler Dustin Hoffman kennen, der ihr anbot, die Dreharbeiten des Polit-Thrillers Die Unbestechlichen fotografisch zu dokumentieren. Über einen Kontakt zu Donald Sutherland arbeitete sie dann auch als Standfotograf bei den Dreharbeiten zu Fellinis Casanova. 1977 arbeitete sie für Steven Spielbergs als Fotograf am Film Unheimliche Begegnung der dritten Art, in dessen Drehbuch Spielberg ihren Namen für die Figur des von François Truffaut dargestellten Prof. Lacombe verwendete.
1983 fotografierte sie die Theaterinszenierung von David Mamets Glengarry Glen Ross im Chicagoer The Goodman Theater. Lacombe arbeitete später wiederholt mit Mamet zusammen. Ab 1985 bis 1992 arbeitete sie am New Yorker Lincoln Center Theater als Staff Photographer.
Als Standfotografin arbeitete sie unter anderem an Sets von Filmen der Regisseure Martin Scorsese, Mike Nichols, Sam Mendes, Michael Haneke, David Mamet, Quentin Tarantino, James Gray oder Spike Jonze. Ihre Aufnahmen wurden unter anderem in Publikationen wie Vanity Fair, Acne Paper, The New Yorker, The Financial Times Magazine, WSJ Magazine, The New York Times Magazine, Vogue, Nowness und dem New York Magazine veröffentlicht.
Seit 2009 arbeitet Lacombe an einem Projekt für das Doha Film Institute und das Doha Tribeca Film Festival in Katar, wo sie eine Sammlung von über 250 Porträts zahlreicher Filmschaffender und Schauspieler, überwiegend aus dem Nahen Osten, aufbaut. Gemeinsam mit ihrer Schwester Marian Lacombe arbeitete sie dann am Projekt Hey’Ya Arab Women in Sport, das Film- und Fotoaufnahmen arabischer Sportlerinnen zeigt. Die Ergebnisse dieser Zusammenarbeit wurden während der Olympischen Sommerspiele 2012 in London bei Sotheby’s gezeigt.
Im Jahr 2000 wurde sie mit The Eisenstaedt Award for Travel Photography ausgezeichnet. 2010 erhielt sie den Art Directors Club Hall of Fame Lifetime Achievement Award for Photography.
2016 wurde sie in die Jury der 66. Internationalen Filmfestspiele Berlin berufen.
Brigitte Lacombe lebt und arbeitet in New York City.

## Werke
- Lacombe cinema | theater. 2001, München, Schirmer/Mosel, ISBN 3-88814-939-8
- Lacombe anima | persona 2008, Göttingen, Steidl/Dangin, ISBN 978-3-86521-644-1